# Chandra Parbat
Der Chandra Parbat ist ein 6728 m hoher Gipfel im Himalaya in Uttarakhand (Indien). 
Der Chandra Parbat befindet sich im Nordosten der Gangotri-Gruppe im westlichen Garhwal-Himalaya. 
Der Chandra Parbat gilt aufgrund einer geringen Schartenhöhe von etwa 400 m als ein Nebengipfel des 2,47 km südöstlich gelegenen Indradhanush Parbat (6739 m). Nördlich des Chandra Parbat strömt der Chaturangigletscher in westlicher Richtung zum Gangotrigletscher.    
Der Chandra Parbat wurde im Jahr 1938 von einer deutsch-österreichischen Expedition geführt von Rudolf Schwarzgruber erstbestiegen. Sie erreichte den Gipfel über den Westgrat.
In der Vergangenheit bis zur Erstbesteigung des heutigen Indradhanush Parbat wurde dieser auch als Chandra Parbat bezeichnet.